# Tmesipteris
Tmesipteris je rod kapradin z čeledi prutovkovité. Jsou to vesměs epifytní kapradiny s převislými stonky a střídavými jednoduchými listy. Sporangia jsou tlustostěnná, srostlá po dvou a umístěná na bázi vidličnatých listů. Tyto kapradiny mají některé výjimečné znaky, postrádají kořeny a prokel obsahuje cévní svazky podobně jako u příbuzného rodu prutovka. Rod Tmesipteris zahrnuje asi 12 druhů a je rozšířen v Australasii a na Filipínách.

## Popis
Zástupci rodu Tmesipteris jsou nevelké epifytní nebo řidčeji pozemní kapradiny s vidličnatě větvenými oddenky. Oddenky jsou pokryty hnědými rhizoidy, pravé kořeny chybějí. Stonek je jednoduchý nebo vidličnatě větvený, zploštělý a lysý, převislý nebo u pozemních forem až polovzpřímený. Má buď neukončený růst nebo je zakončen velkým listem. Listy na bázi stonku jsou šupinovité a směrem vzhůru se postupně zvětšují. Sterilní listy (trofofyly) jsou jednoduché, střídavé, spirálně nebo dvouřadě uspořádané, ze stran zploštělé, jednožilné. Střední žilka často na konci listu vybíhá v osinku. Nemají řapík, báze listů sbíhá po stonku. Listy nesoucí sporangia (sporofyly) jsou vidličnaté a stopkaté. Sporangia jsou srostlá po 2 do podlouhlých synangií a obsahují velký počet výtrusů. Spory jsou elipsoidní, monoletní, s hladkým nebo hrubým povrchem. Prokel je podzemní, nezelený, válcovitý, dlouhověký, pokrytý hnědými vlasovitými rhizoidy. Podobá se krátkému kousku oddenku, je až 2 cm dlouhý a asi 1,3 mm tlustý. Často je i větvený. Vyživuje se prostřednictvím mykorhizy. Ve středové části je cévní svazek, což je u žijících kapradin zcela neobvyklé a tento znak jinak má pouze příbuzný rod prutovka (Psilotum). Pelatky a zárodečníky jsou obdobné jako u jiných kapradin a vyrůstají po celém povrchu proklu.

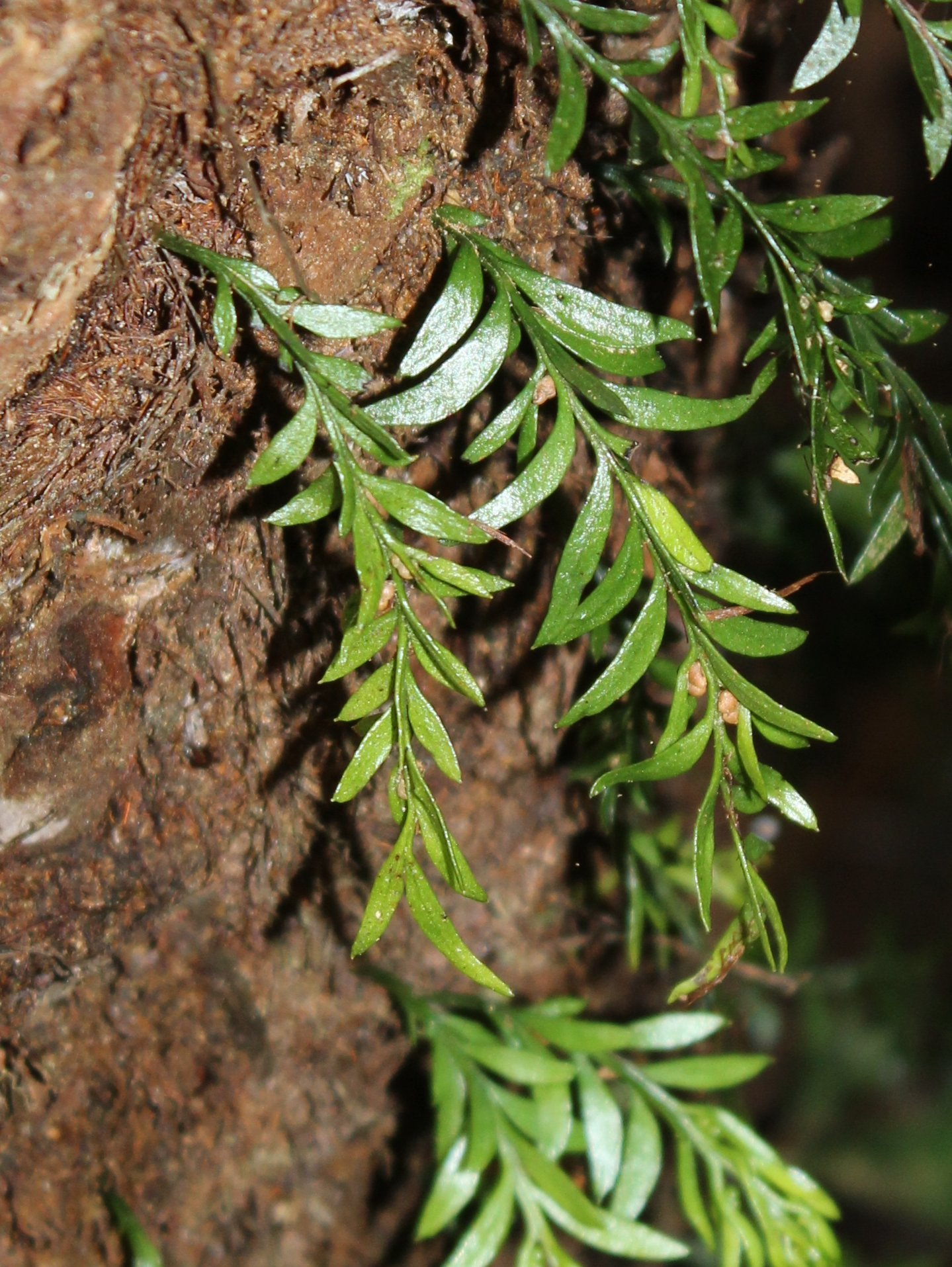
Tmesipteris parva
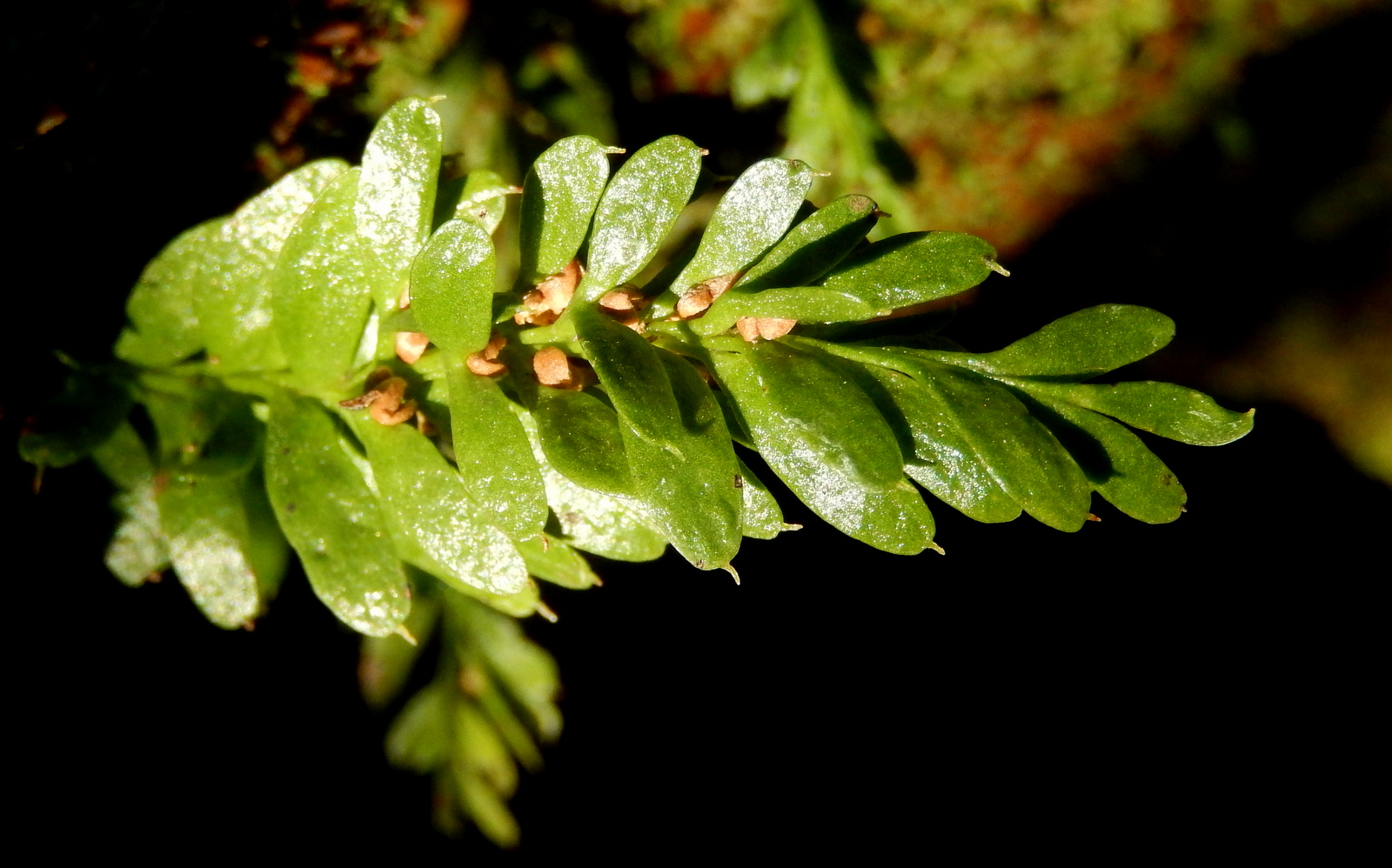
Detail prýtu Tmesipteris ovata s výtrusnicemi
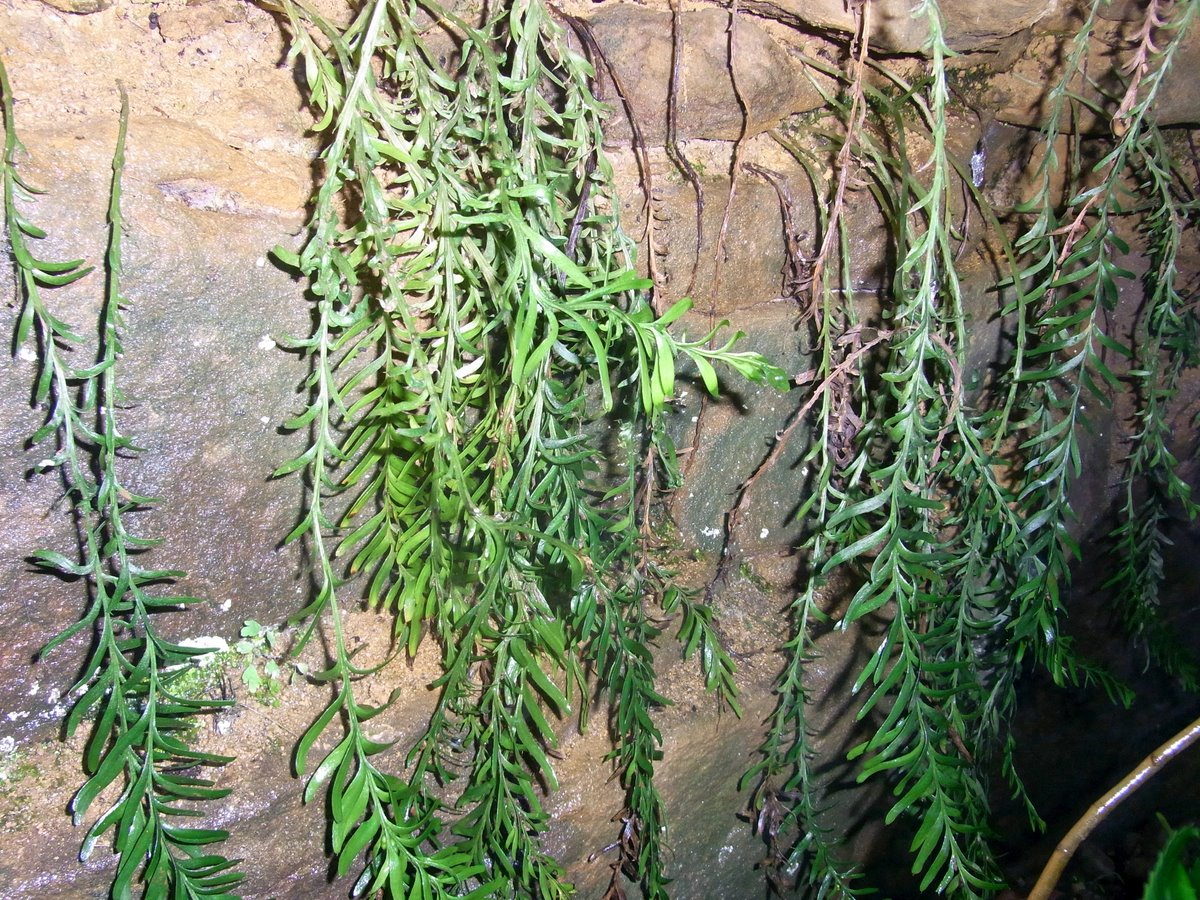
Porost Tmesipteris truncata

## Rozšíření
Rod Tmesipteris zahrnuje asi 12 až 15 druhů. Je rozšířen v Australasii a zasahuje i do jihovýchodní Asie. Největší počet druhů roste na Novém Zélandu (5 druhů), v Austrálii (5), Nové Kaledonii (4) a Vanuatu (3). Po jednom druhu je uváděno z Filipín, Norfolku, Ostrova Lorda Howa, Papuy Nové Guiney, Fidži, Samoa, Společenských ostrovů a Markéz.

## Ekologie
Zástupci rodu Tmesipteris rostou nejčastěji jako epifyty na kmenech dřevin, zejména (nikoliv však výlučně) stromových kapradin z rodu cyatea (Cyathea) a diksonie (Dicksonia). Řidčeji rostou v humusu na padlých kmenech, na skalách nebo na zemi. Gametofyt (prokel) i sporofyt žijí v symbióze s mykorhizními houbami, které jim poskytují výživu a nahrazují kořeny.

## Taxonomie a historie
V minulosti (zejména do 20. let 20. století) byl rozlišován jediný, variabilní druh Tmesipteris tannenis. Důvodem byl zejména nedostatek herbářového materiálu. Některé položky navíc byly směsné, neboť některé druhy rostou v oblastech hojnějšího výskytu často pospolu.
Taxonomie rodu Tmesipteris má kontroverzní historii. Tradičně byly tyto rostliny kladeny spolu s rodem prutovka do příbuzenstva primitivních prapředků výtrusných cévnatých rostlin z období devonu, známých jako rhyniové rostliny, fosilní nálezy však od vymření rhynií v devonu až do dnešních dnů prakticky neexistují. Podle moderních fylogenetických studií se sice jedná o ranou větev kapradin, k vývinu primitivních znaků (absence kořenů, redukce listů aj.) však došlo druhotně.